# 緬甸鰳
緬甸鰳為輻鰭魚綱鲱形目鋸腹鰳科的其中一種，為熱帶淡水魚，分布於亞洲緬甸伊洛瓦底江及錫當河流域，體長可達32公分，棲息在溪流底中層水域，生活習性不明，可做為食用魚。

## 擴展閱讀
維基物種上的相關：緬甸鰳